# Caracol de agua dulce

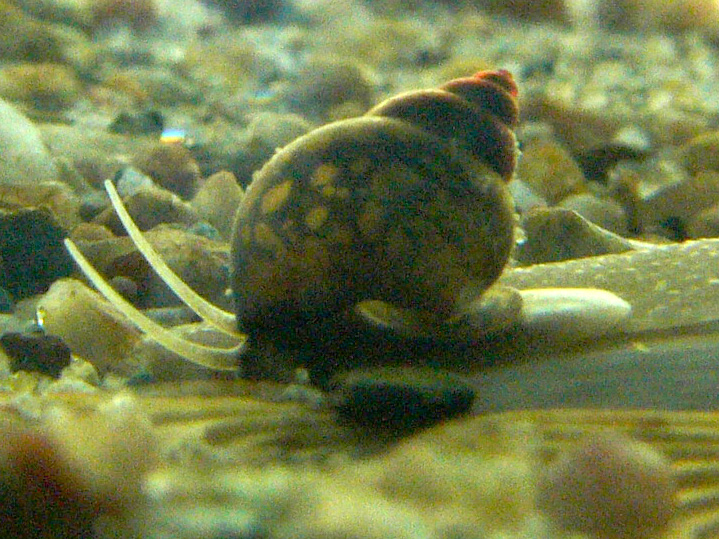
Bithynia tentaculata, clasificado como Bithyniidae

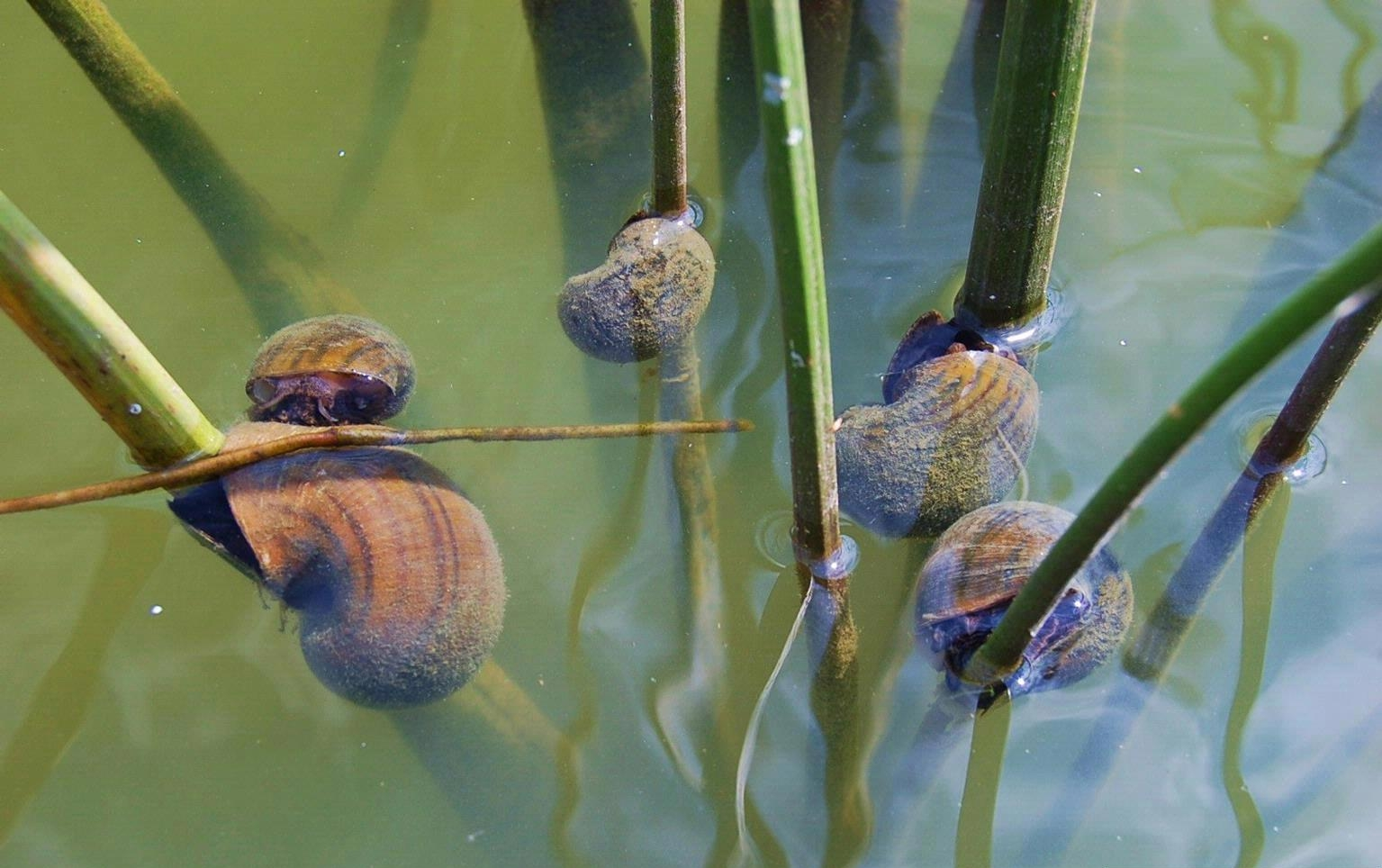
Pomacea insularum, un caracol manzana

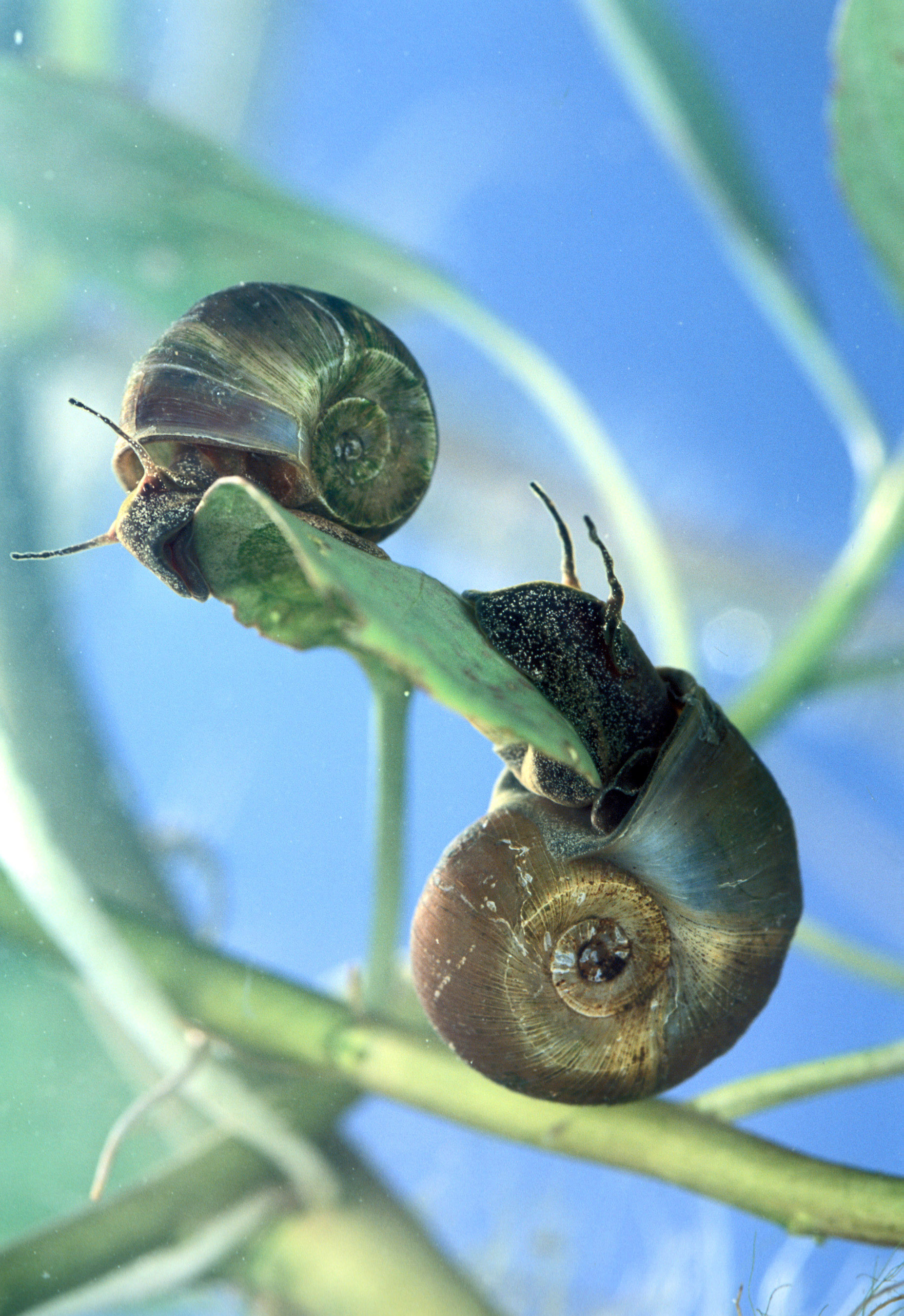
Planorbella trivolvis un caracol pulmonado acuático

Los caracoles de agua dulce son moluscos gasterópodos acuáticos comunes en los ecosistemas de agua dulce que habitan cuerpos grandes y pequeños de agua corriente o estancada, tales como charcas, lagos, lagunas y ríos de todo el mundo. No están estrechamente relacionados entre sí; algunos grupos proceden de caracoles terrestres mientras otros proceden de caracoles marinos.

## Generalidades
Hay más de cuatro mil especies de caracoles de agua dulce, con diferentes métodos de reproducción; según la especie su vida va desde pocas semanas a unos pocos años. Los caracoles de agua dulce están adaptados a diversos nichos ecológicos, algunos son completamente acuáticos, otros tienen una forma de vida anfibia y otros alternan periodos de sequedad alternados con periodos de fuertes precipitaciones. Estas adaptaciones se reflejan en lo diverso de su estilo de vida: especies de respiración branquial características de torrentes y ríos con fuerte corriente y aguas oxigenadas, especies totalmente acuáticas en aguas estancadas sin oxígeno, especies anfibias y especies moderadamente anfibias y equipados con una tapa opercular que cierra la entrada de la concha para prevenir la desecación del animal mientras permanece enterrado en el barro en la época seca.
Son capaces de reproducirse a un ritmo muy rápido, y algunas especies son consideradas plagas e invasivas. 
El nombre de la familia Ampullariidae deriva de una estructura llamada “ampulla”, que constituye un engrosamiento de la aorta anterior localizado en la cavidad pericardial y que tiene como función acumular un gran volumen de sangre a elevada presión, que después es forzada hacia el corazón a partir del faldón del manto cuando el animal se retrae en su concha.

## Reproducción
Muchas especies de caracoles de agua dulce son hermafroditas y poseen órganos sexuales masculinos y femeninos. Son capaces de crear y fertilizar sus propios huevos y un solo caracol puede llenar rápidamente un nuevo hábitat. En promedio, la mayoría de las especies tienen un ciclo de vida corto de un año de vida, adaptado a las estaciones del año. Otras especies, como Oncomelania y  Viviparus, viven más tiempo (de tres a cinco años) y los ejemplares están dividido en dos sexos separados. Un caracol acuático suele poner mil huevos al año. 
La mayoría de las especies producen huevos en grumos de consistencia gelatinosa en grupos de cinco a cuarenta huevos. Los huevos se acumulan en las plantas, en el fondo o se dispersan flotando. La eclosión se produce unos seis a ocho días después de la puesta. Algunos caracoles anfibios ponen un solo huevo cerca de la orilla del agua. Otras especies son vivíparas y los caracoles mantienen sus huevos dentro de la concha, para expulsarlos al agua después que los huevos han eclosionado.
Dependiendo de la especie y las condiciones ambientales, la mayoría de los caracoles alcanzan la madurez en cuatro a siete semanas. Algunos caracoles, como Pomacea, detienen los períodos de crecimiento, fenómeno denominado estivación. Después de semanas de maduración rápida, los caracoles de pronto dejan de crecer. En cambio, sus energías se centran en la reproducción. Después de algunos períodos de desove, el caracol sigue creciendo a un ritmo elevado.
La disponibilidad de alimentos, así como la temperatura y las condiciones del agua que habitan, determinan la duración de la vida. El aumento de la actividad reproductiva disminuye la esperanza de vida de los caracoles, a veces a menos de tres meses. 
La mayoría de los gasterópodos de agua dulce tienen un concha, con muy pocas excepciones. Las características de la concha dependen de la forma de vida del animal, en algunas especies las conchas son muy frágiles y en otras resisten fuertes golpes. Algunos grupos de caracoles que viven en agua dulce respiran por medio de branquias. Otros necesitan salir a la superficie para respirar.
Según la actual clasificación, existen cerca de cuatro mil especies de gasterópodos de agua dulce.
Por lo menos 33-38 linajes independientes[cita requerida] de gasterópodos han colonizado con éxito ambientes de agua dulce. No es posible cuantificar el número exacto de estos linajes, sin embargo se sabe que de seis a ocho de estos linajes independientes se producen en América del Norte.